# Seppo Kuusela
Seppo Ilmo Kuusela (Helsinki, 25 febbraio 1934 – 16 ottobre 2014) è stato un cestista e allenatore di pallacanestro finlandese.

## Palmarès

### Giocatore
- Campionato finlandese: 9

Pantterit: 1952, 1953, 1954, 1955, 1956, 1957, 1959
Tapion Honka: 1967-68, 1968-69

### Allenatore
- Campionato finlandese: 3

Tapion Honka: 1970-71, 1971-72, 1973-74